# Gabriel Germinet
Ne doit pas être confondu avec Maurice Vinot.
Maurice Vinot dit aussi Gabriel Germinet, né le 21 mars 1882 à Reims et mort le 4 juin 1969 dans le 18e arrondissement de Paris, est un ingénieur, essayiste, dramaturge et producteur d'émissions radiophoniques français.

## Biographie
Fils de Gabrielle Irma Germinet et d'Alexandre Vinot, le jeune Maurice fait des études d'ingénieur et se spécialise dans la mécanique des fluides gazeux. Le 4 mai 1907, il épouse Laure Georgina Ruffin, à Paris 9e, dont il divorce le 9 mars 1920. Entre 1906 et 1921, il travaille pour différentes sociétés d'ingénierie, comme la Société anonyme Grouvelle et Arquembourg (SAGA) et la Compagnie française des métaux.
En février 1922, Maurice Vinot se lance dans un projet de création de station de radio. Il élabore un journal radiodiffusé, appelé Paris-Information-Sans-Fil. Son projet, adressé aux PTT, n'aboutit pas, et il se tourne alors vers une entreprise privée, la Société française radio-électrique, qui exploite la station-émettrice Radiola. Le 31 janvier 1923, il est nommé directeur des programmes de cette station. À l'antenne, il prend le pseudonyme de « Gabriel Germinet », qui est le nom de jeune fille de sa mère,. Il s'entoure d'une prestigieuse équipe : les programmes de la station sont élaborés par Henry de Jouvenel, assisté d’un comité spécial que constituent de nombreuses personnalités, tels Paul Valéry ou Maurice Ravel. 
Durant l'été 1924, il transforme Radiola en une nouvelle station, appelée Radio-Paris. En octobre suivant, le 21, il met en ondes Marémoto, première dramatique radio française, dont il est l'auteur avec Pierre Cusy. Cette pièce créera un certain émoi chez les auditeurs encore peu habitués à la fiction, expérience sur laquelle il reviendra en 1949, lors d'un hommage rendu par la RTF,.
Le 29 avril 1925, il épouse en secondes noces Marie Jeanne Joséphine Cassafières, à Cazouls-lès-Béziers (Hérault).
En 1927, il quitte son porte de directeur d'antenne à Radio-Paris, mais en reste le conseiller jusqu'en 1931.
En 1937, il organise à Paris le premier congrès international d'Art radiophonique.
Il reprend ensuite son activé d'ingénieur. En 1947, il fonde une première entreprise française productrice de matières plastiques, nommée Avia-Plastiques.
Nommé chevalier de la Légion d'honneur en 1964 sous le parrainage de Pierre Descaves, il meurt le 4 juin 1969 dans le 18e arrondissement de Paris.
Il est l'auteur d'essais techniques relatifs à la radiodiffusion et d'adaptations radiophoniques d'œuvres entre autres signées par son ami l'humoriste Pierre Henri Cami, ainsi que de chroniques dans différentes périodiques comme L'Antenne, L'Impartial français, La Semaine radiophonique, et Comœdia.
Il est inhumé au cimetière du Père-Lachaise (73e division).

## Publications
- [sous le nom de M. Vinot], Contribution à l'étude des applications de la radiophonie, préface de Gaston Vidal, Paris, F. Bernouard, 1923.
- [avec Pierre Cusy, sous le nom de G. Germinet], Théâtre radiophonique mode nouveau d’expression artistique, préface de Édouard Estaunié, avec des bois gravés de Maurice Guierre, Paris, Chiron, 1926 — prix Saintour[8].
- Soleriana, propos liminaires par Carlos Larronde, Paris, Bibliothèque de la Comédie radiophonique, 1937.

### Adaptations
- L'Invisible, drame radiophonique en 1 acte d'après une nouvelle de Frederico De Maria.
- La Madregalla, conte radiophonique d'après une nouvelle d'André de Richaud.
- Le Petit Chaperon rose, pièce radiophonique en 1 acte d'après la pièce enfantine en 1 acte de Cami.
- L'Infirme aux mains de lumière,  adaptation radiophonique en 3 actes, du roman d'Édouard Estaunié.
- Cœur de raccomodeur, ou Les Drames de la vaisselle, adaptation radiophonique en 2 actes d'après Cami.
- Le Silence dans la campagne, drame radiophonique en 1 acte d'après le roman d'Édouard Estaunié.
- Le Géniomètre, humoresque radiophonique, d'après Il Geniometro d'Enrico Ragusa.
- Psitt et Pchutt, adaptation radiophonique en 3 épisodes, d'après Cami.
- Un beau rôle, ou Waterloo et respect filial, radio-drame camique [sic] de la vie théâtrale.